# Dolecta
Dolecta is een geslacht van vlinders uit de familie van de Houtboorders (Cossidae). De wetenschappelijke naam en de beschrijving van dit geslacht werden voor het eerst in 1854 gepubliceerd door Herrich-Schäffer.

## Soorten
- Dolecta akhmatovae Naydenov, Yakovlev, Penco & Sinyaev, 2020
- Dolecta amanosa (Schaus, 1911)
- Dolecta aroa (Schaus, 1894)
- Dolecta bulgakovi Naydenov, Yakovlev, Penco & Sinyaev, 2020
- Dolecta chekhovi Naydenov, Yakovlev, Penco & Sinyaev, 2020
- Dolecta dostoevskyi Naydenov, Yakovlev, Penco & Sinyaev, 2020
- Dolecta egipan (Dognin, 1923)
- Dolecta esenini Naydenov, Yakovlev, Penco & Sinyaev, 2020
- Dolecta gertseni Naydenov, Yakovlev, Penco & Sinyaev, 2020
- Dolecta gogoli Naydenov, Yakovlev, Penco & Sinyaev, 2020
- Dolecta juturna Schaus, 1892
- Dolecta karamzini Naydenov, Yakovlev, Penco & Sinyaev, 2020
- Dolecta lermontovi Naydenov, Yakovlev, Penco & Sinyaev, 2020
- Dolecta macrochir Schaus, 1892
- Dolecta morosa (Schaus, 1911)
- Dolecta nekrasovi Naydenov, Yakovlev, Penco & Sinyaev, 2020
- Dolecta ostrovskyi Naydenov, Yakovlev, Penco & Sinyaev, 2020
- Dolecta pushkini Naydenov, Yakovlev, Penco & Sinyaev, 2020
- Dolecta rubtsovi Naydenov, Yakovlev, Penco & Sinyaev, 2020
- Dolecta scariosa Herrich-Schäffer, 1854
- Dolecta saltykovishchedrini Naydenov, Yakovlev, Penco & Sinyaev, 2020
- Dolecta stanyukovichi Naydenov, Yakovlev, Penco & Sinyaev, 2020
- Dolecta tolstoyi Naydenov, Yakovlev, Penco & Sinyaev, 2020
- Dolecta turgenevi Naydenov, Yakovlev, Penco & Sinyaev, 2020

### Soorten met onduidelijke taxonomische status
- Dolecta invenusta Schaus, 1892 - wordt door sommige auteurs onder het geslacht Givira geplaatst.